# Eugen Wüster
Eugen Wüster (Wieselburg, 3. listopada 1898. – Beč, 29. ožujka 1977.), austrijski inženjer elektrotehnike i osnivač terminologije kao znanstvene discipline.
Već s 15 godina počinje učiti esperanto. Autor je enciklopedijskoga rječnika esperanta (Enciklopedia vortaro esperanta-germana) čija su četiri sveska objavljivana od 1923. do 1929. Osim esperanta poznavao je i druge umjetne jezike (ido, Interlingua i dr.).
Studirao je elektrotehniku u Berlinu i diplomirao 1927. godine. Disertaciju pod naslovom Internationale Sprachnormung in der Technik, besonders in der Electrotechnik (Međunarodno normiranje jezika tehnike s posebnim naglaskom na elektrotehniku) obranio je 1931. na Tehničkome sveučilištu u Stuttgartu. 
Iste godine vraća se u Wieselburg gdje preuzima vođenje obiteljske tvrtke "Wüster & Co." koja je imala električnu elektranu i u kojoj su se proizvodili alati za obradu drveta i pile. Uz rad u tvornici prikupljao je terminološku literaturu i stvorio privatni terminološki centar u Wieselburgu. Tijekom 1950-ih i 1960-ih razvio je opću teoriju terminologije. Na njegovim djelima počiva tzv. Bečka terminološka škola.
Na Sveučilištu u Beču predavao je od 1955. do 1972. o strojevima i alatima za obradu drveta, a od 1972. do 1974. leksikologiju, leksikografiju i terminologiju.
Njegova je disertacija 1935. prevedena na ruski i dugo vremena bila je ključno terminološko djelo na ruskome. Zbog utjecaja njegove disertacije, Sovjetski savez predložio je osnivanje Tehničkoga odbora 37 unutar ISO-a koji je osnovan 1936. Svrha toga Odbora standardizacija je načela, metoda i primjena vezanih uz terminologiju i druge jezične sadržaje u kontekstu višejezične komunikacije i kulturne raznolikosti.
Na njegovu inicijativu osnovana je 1971. organizacija Infoterm u Beču pod okriljem UNESCO-a koju je vodio do smrti. Od 1997. svake tri godine Infoterm dodjeljuje nagradu pod njegovim imenom za poseban doprinos terminologiji.

## Važnija djela
1931. Internationale Sprachnormung in der Technik, besonders in der Elektrotechnik
1968. The Machine Tool Dictionary: An Interlingual Dictionary of Basic Concepts
1974. Die allgemeine Terminologielehre - ein Grenzgebiet zwischen Sprachwissenschaft, Logik, Ontologie, Informatik und den Sachwissenschaften
1974. The Road to Infoterm: Two Reports Prepared on Behalf of Unesco
1979. (postumno) Einführung in die allgemeine Terminologielehre und terminologische Lexikographie

## Vanjske poveznice
- http://www.infoterm.info/activities/eugen_wuester_prize.php